# Adiantum mynsseniae
Adiantum mynsseniae är en kantbräkenväxtart som beskrevs av Jefferson Prado. Adiantum mynsseniae ingår i släktet Adiantum och familjen Pteridaceae. Inga underarter finns listade.